# Whodini (album)
Albums de Whodini
Escape
(1984)
Singles
1. Magic's Wand
Sortie : 1982
2. Rap Machine
Sortie : 1983
3. Yours for a Night
Sortie : 1983
4. The Haunted House of Rock
Sortie : 1983
5. Nasty Lady
Sortie : 1983

Whodini est le premier album studio de Whodini, sorti le 8 juillet 1983.

## Liste des titres
| 1. | The Haunted House of Rock (Produit par Willesden Dodgers) | 6:31 |
| 2. | Nasty Lady (Produit par Conny Plank)                      | 5:52 |
| 3. | Underground (Produit par Roy Carter)                      | 5:42 |
| 4. | It's All in Mr. Magic's Wand (Produit par Thomas Dolby)   | 4:43 |

| 1. | Magic's Wand (Produit par Thomas Dolby)     | 5:38 |
| 2. | Yours for a Night (Produit par Roy Carter)  | 5:57 |
| 3. | Rap Machine (Produit par Conny Plank)       | 4:49 |
| 4. | The Haunted House of Rock (Vocoder Version) | 5:23 |

| 9.  | Magic's Wand (Special Extended Mix)     | 11:20 |
| 10. | Rap Machine (A cappella)                | 4:26  |
| 11. | Yours for a Night (A cappella)          | 4:04  |
| 12. | The Haunted House of Rock (Haunted Mix) | 4:30  |